# Strengelbach
Strengelbach (schweizerdeutsch: ˈʃtræŋʊˌbɑχ) ist eine Einwohnergemeinde im Schweizer Kanton Aargau. Sie gehört zum Bezirk Zofingen und liegt im Wiggertal.

## Geographie
Das lang gestreckte Dorf befindet sich im westlichen Rand der Wigger-Ebene und bildet mit dem benachbarten Bezirkshauptort Zofingen ein fast völlig geschlossenes Siedlungsgebiet. Ganz im Süden liegt das «Dörfli», das alte Dorfzentrum. Das neue Zentrum weiter nördlich entstand aus einer Streusiedlung. Im Osten bilden die Wigger und die Autobahn die Grenze. Die Ebene wird begrenzt durch eine steil aufragende Flanke hinauf zum Wissberg (503 m ü. M.) und zum Ramooswald im Norden sowie zum Dörfliwald im Süden. Die Westseite dieser Erhebungen fällt hingegen in Richtung des Tals der Pfaffneren flach ab.
Die Fläche des Gemeindegebiets beträgt 603 Hektaren, davon sind 268 Hektaren bewaldet und 144 Hektaren überbaut. Der höchste Punkt befindet sich im Dörfliwald auf 530 Metern, der tiefste auf 419 Metern an der Wigger. Nachbargemeinden sind Rothrist im Nordwesten, Oftringen im Nordosten, Zofingen im Osten, Brittnau im Süden und Vordemwald im Westen.

## Geschichte
Es wird vermutet, dass die ersten Ansiedlungen im 8. oder 9. Jahrhundert im Bereich des heutigen «Dörfli» entstanden. Spätere Siedler liessen sich ausserhalb dieses Gemeinwesens nieder. Die erste urkundliche Erwähnung erfolgte im Jahr 1263. Der Ortsname stammt vom althochdeutschen Strangilbah, was «Bach mit vielen Nebenläufen» bedeutet. Strengelbach war Bestandteil des Amtes Aarburg, das im Besitz der Grafen von Frohburg war. Sie verkauften es 1299 an die Habsburger, die damit sowohl die niedere Gerichtsbarkeit als auch die Blutgerichtsbarkeit besassen. 1415 eroberten die Eidgenossen den Aargau. Das Gebiet um Strengelbach gehörte nun zum Untertanengebiet der Stadt Bern, dem so genannten Berner Aargau. 1528 führten die Berner die Reformation ein.

Luftansicht (1964)

Im 16. und 17. Jahrhundert wuchs die Bedeutung der Streusiedlung. Sie wurde mit der Bezeichnung «äussere Gemeinde» versehen (im Gegensatz zur «inneren Gemeinde», dem Dörfli). 1759 verpflichtete die bernische Obrigkeit die beiden Gemeinden zu einer gemeinsamen Verwaltung und Rechnungsführung. Die Korporationsrechte des Dörfli waren von diesen Verpflichtungen jedoch ausgenommen. Sie werden heute noch von der Dorfgenossenschaft Strengelbach verwaltet. Die Korporation besitzt eigenen Wald im Umfang von 73 ha, eine eigene Wasserversorgung und 14 ha Landwirtschaftsland. Nicht damit zu verwechseln ist die Ortsbürgergemeinde. Zu ihren Gütern gehören 102 ha Wald. Der gesamte Waldbesitz liegt auf dem Territorium der Gemeinden Rothrist und Murgenthal.
Das erste Schulhaus ist für das Jahr 1737 belegt. Im März 1798 nahmen die Franzosen die Schweiz ein, entmachteten die «Gnädigen Herren» von Bern und riefen die Helvetische Republik aus. Der westlich der Wigger gelegene Teil des Amtes Aarburg gehörte zunächst zum Kanton Bern (Distrikt Langenthal) und gelangte im März 1803 zum Kanton Aargau. Neben der Landwirtschaft war ab dem 18. Jahrhundert auch die Heimarbeit für Zofinger Textilunternehmen von Bedeutung. In den 1840er Jahren entstanden eine Strickerei sowie eine Garn- und Baumwolltuchdruckerei, wobei letztere noch heute besteht. Im 20. Jahrhundert gab es drei Möbelfabriken. Nach und nach richtete sich Strengelbach wirtschaftlich auf Zofingen aus.

## Sehenswürdigkeiten

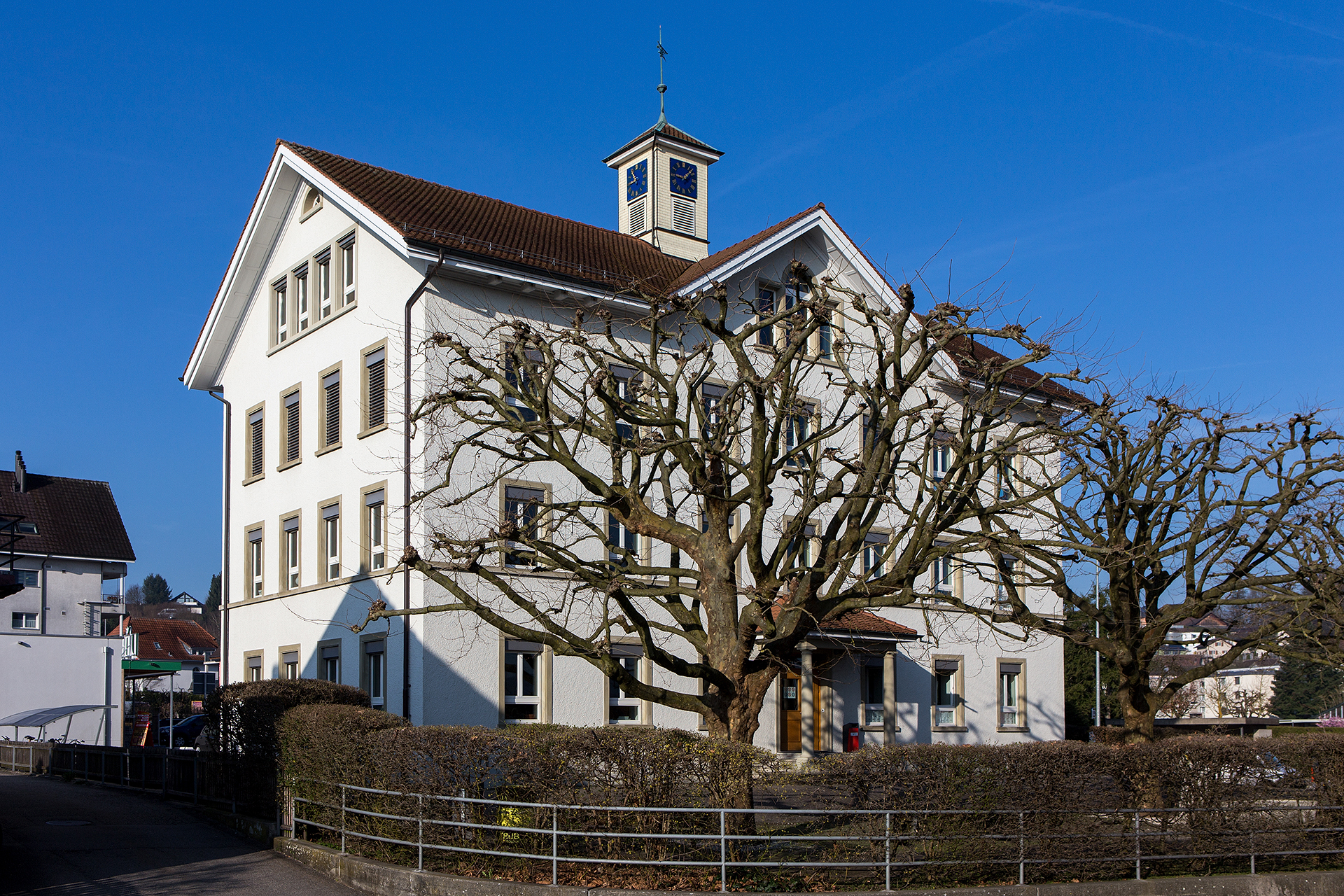
Schulhaus Kreuzplatz
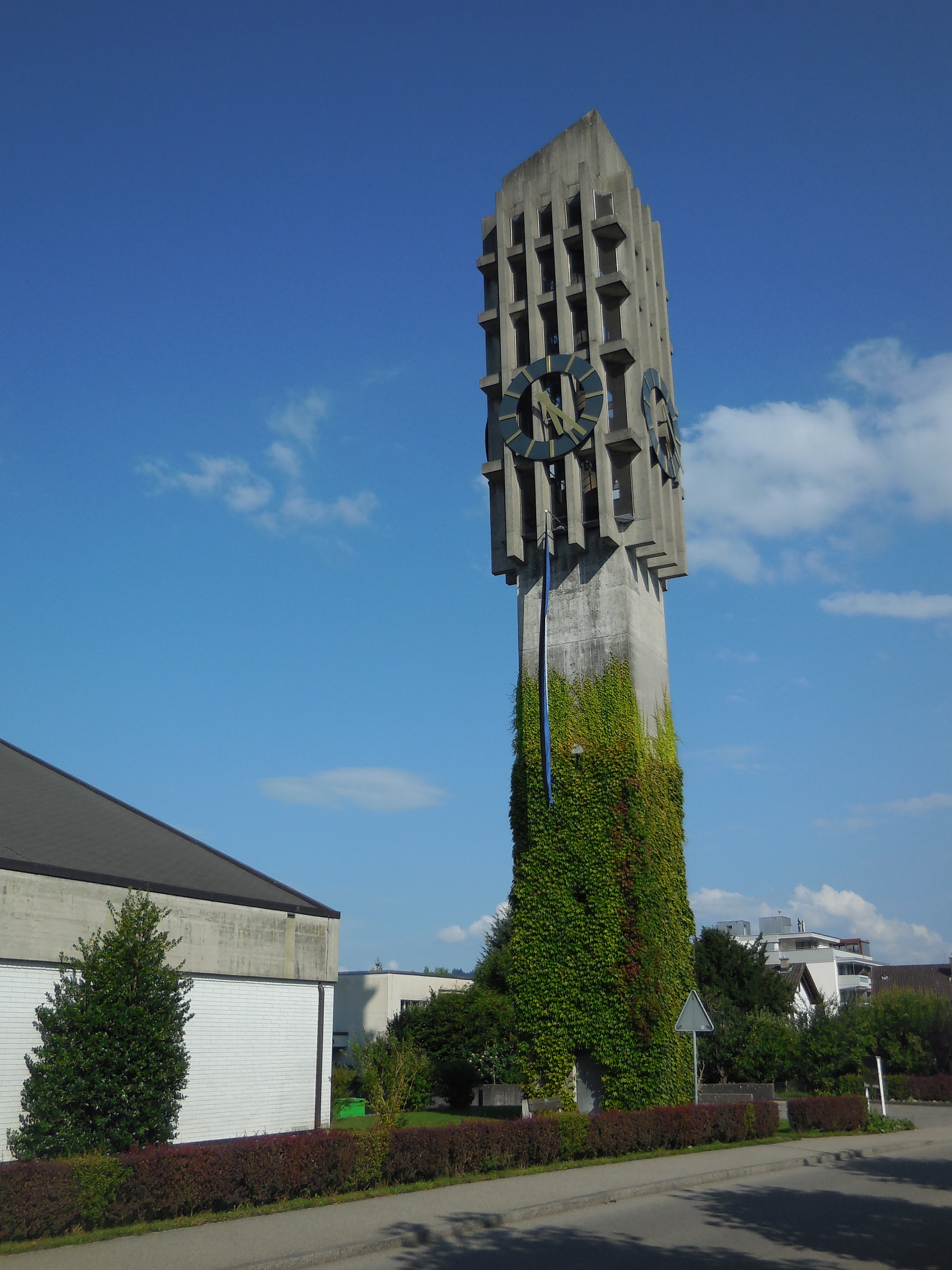
Turm der reformierten Kirche
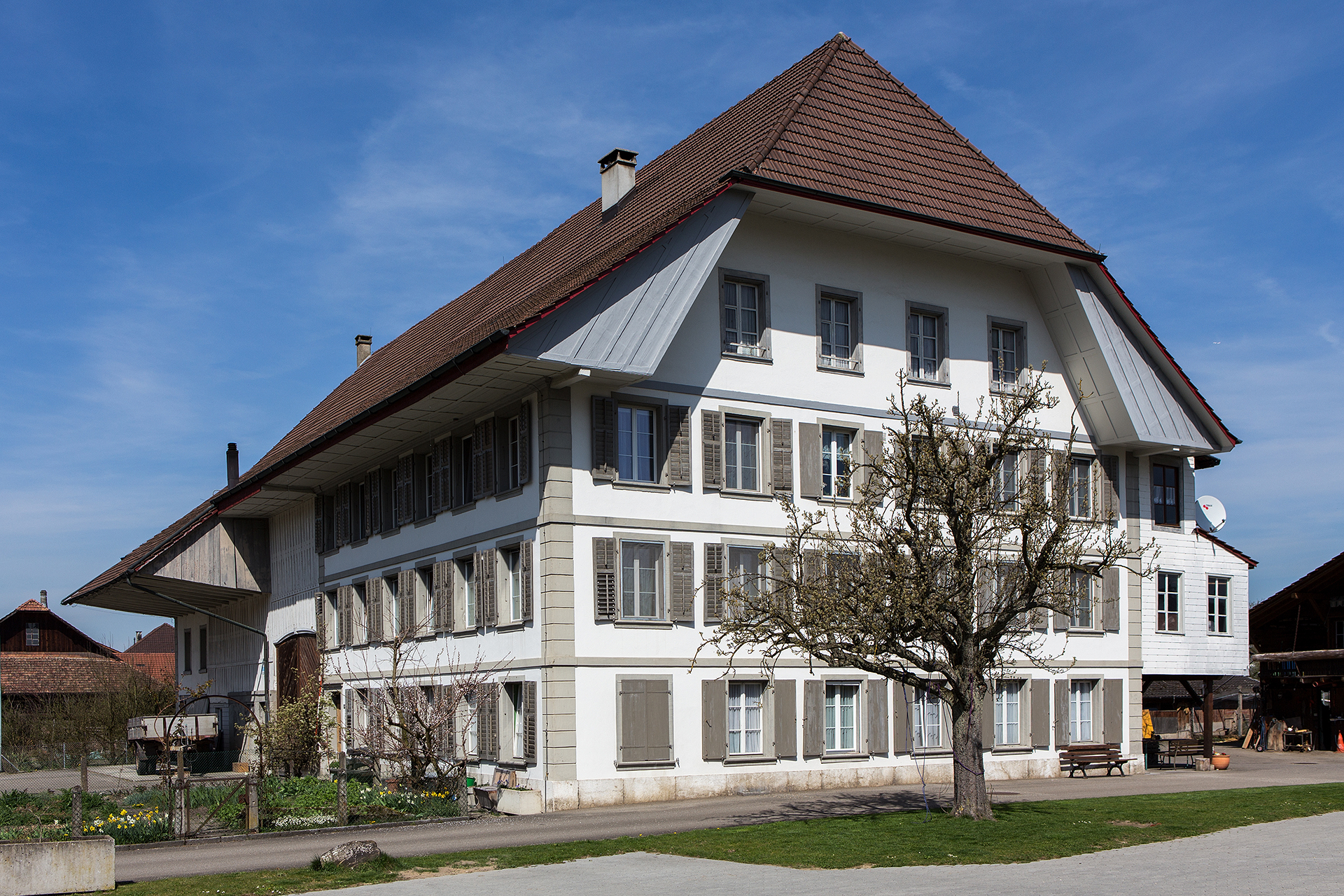
Bauernhaus Kunz

## Wappen
Die Blasonierung des Gemeindewappens lautet: «In Gelb blauer Schräglinksfluss.» Das Wappenbild selbst erschien erstmals 1811 auf dem Gemeindesiegel, jedoch in der Variante mit weissem Fluss in Rot. Dieses Wappen wies jedoch grosse Ähnlichkeit mit dem Wappen der Nachbargemeinde Brittnau auf, so dass man sich schliesslich 1960 auf den blauen Fluss in Gelb einigte.

## Bevölkerung
| Jahr      | 1850 | 1900 | 1930 | 1950 | 1960 | 1970 | 1980 | 1990 | 2000 | 2010 | 2020 |
| Einwohner | 1284 | 1346 | 1726 | 2439 | 2934 | 3960 | 3815 | 4085 | 4266 | 4550 | 4859 |

Am 31. Dezember 2023 lebten 5104 Menschen in Strengelbach, der Ausländeranteil betrug 30,2 %. Bei der Volkszählung 2015 bezeichneten sich 34,0 % als reformiert und 27,6 % als römisch-katholisch; 38,4 % waren konfessionslos oder gehörten anderen Glaubensrichtungen an. 85,4 % gaben bei der Volkszählung 2000 Deutsch als ihre Hauptsprache an, 4,8 % Italienisch, 2,2 % Portugiesisch, 2,1 % Serbokroatisch, 1,6 % Albanisch und 1,0 % Türkisch.

## Politik und Recht
Die Versammlung der Stimmberechtigten, die Gemeindeversammlung, übt die Legislativgewalt aus. Ausführende Behörde ist der fünfköpfige Gemeinderat. Er wird im Majorzverfahren vom Volk gewählt, seine Amtsdauer beträgt vier Jahre. Der Gemeinderat führt und repräsentiert die Gemeinde. Dazu vollzieht er die Beschlüsse der Gemeindeversammlung und die Aufgaben, die ihm vom Kanton zugeteilt wurden. Für Rechtsstreitigkeiten ist in erster Instanz das Bezirksgericht Zofingen zuständig. Strengelbach gehört zum Friedensrichterkreis XVI (Zofingen).

## Wirtschaft
In Strengelbach gibt es gemäss der im Jahr 2015 erhobenen Statistik der Unternehmensstruktur (STATENT) rund 1400 Arbeitsplätze, davon 2 % in der Landwirtschaft, 26 % in der Industrie und 72 % im Dienstleistungsbereich. Die meisten Erwerbstätigen sind Wegpendler und arbeiten in Zofingen und Umgebung.

## Verkehr
Strengelbach liegt an der Kantonsstrasse 255 von Zofingen nach Langenthal, Nebenstrassen führen nach Rothrist und Brittnau. Die Autobahn A2 verläuft entlang der Wigger, die nächstgelegenen Anschlussstellen befinden sich wenige Kilometer entfernt in Oftringen, Rothrist und Reiden. 

### Nahverkehr
Zwei Buslinien der Gesellschaft Limmat Bus verkehren vom Bahnhof Zofingen aus über Strengelbach und Vordemwald nach Rothrist (Linie 606) bzw. über Strengelbach nach Brittnau (Linie 604). Die Linie 202 Verkehrt vom Bahnhof Zofingen nach Zofingen Industrie Brühl (Strengelbacher Boden). 
- 602  Zofingen Bahnhof – Industrie (Strengelbach)
- 604 Brittnau Wikon Bahnhof – Strengelbach – Zofingen Bahnhof – Tagblatt
- 606 Rothrist – Vordemwald – Strengelbach – Bahnhof Zofingen

An Wochenenden verkehrt ein Nachtbus vom Bahnhof Olten über Aarburg, Rothrist, Oftringen, Zofingen und Strengelbach nach Vordemwald.
- N60 Olten Bahnhof – Aarburg – Rothrist – Oftringen – Bahnhof Zofingen – Strengelbach – Vordemwald

## Bildung
Die Gemeinde verfügt über drei Kindergärten und drei Schulhäuser, in welchen die Primarschule unterrichtet wird. Es sind dies die Schulhäuser Neumatt 1 und 2 sowie das Schulhaus Kreuzplatz, wobei letzteres für den Fremdsprachen- und Instrumentalunterricht genutzt wird. Die Bezirksschule kann in Zofingen besucht werden, die Sekundar- und Realschule in Zofingen sowie in Brittnau. Das nächstgelegene Gymnasium ist die Kantonsschule Zofingen. Strengelbach war der Standort eines Büros der Akademie für christliche Führungskräfte.

## Persönlichkeiten
- Johann Paul Müller (1869–1929), Textilunternehmer
- Beny Rehmann (1936–2014), Trompeter
- Daniel Humm (1976), Sternekoch und Chef de Cuisine